# Jesen stiže, dunjo moja
Jesen stiže, dunjo moja é um filme de drama sérvio de 2004 dirigido e escrito por Ljubisa Samardzic. Foi selecionado como representante da Sérvia à edição do Oscar 2005, organizada pela Academia de Artes e Ciências Cinematográficas.

## Elenco
- Branislav Trifunović - Sava Ladjarski
- Kalina Kovačević - Ancica Granfild
- Marija Karan - Marija Stanimirovic
- Igor Đorđević - Kum Petrasin
- Marta Uzelac - Dunja
- Rada Đuričin - Savina majka